# Jajwa
Jajwa (ros. Яйва) – osiedle typu miejskiego w Rosji, w Kraju Permskim, w rejonie aleksandrowskim. W 2010 liczyło 10 325 mieszkańców.